# مغزليات
المغزليات (الاسم العلمي: Fusobacteriales) هي رتبة من البكتيريا تتبع طائفة المغزلانيات من شعبة البكتيريا المغزلية.

## فصائل
- المغزلية